# Namibia ai Giochi della XXVIII Olimpiade
La Namibia partecipò ai Giochi della XXVIII Olimpiade, svoltisi ad Atene, Grecia, dal 13 al 29 agosto 2004, con una delegazione di 8 atleti impegnati in cinque discipline.

## Delegazione
| Sport            | Uomini | Donne | Totale |
| ---------------- | ------ | ----- | ------ |
| Atletica leggera | 2      | 1     | 3      |
| Ciclismo         | 1      | -     | 1      |
| Lotta            | 1      | -     | 1      |
| Pugilato         | 2      | -     | 2      |
| Tiro             | 1      | -     | 1      |
| Totale           | 7      | 1     | 8      |

## Risultati

### Atletica leggera
| Q | Qualificato al turno successivo per la Classifica in qualificazione                                                          |
| q | Qualificato per il turno successivo per ripescaggio o, negli eventi su campo, conquistando la misura minima per qualificarsi |

Maschile
Eventi su pista e strada
| Atleta           | Evento      | Batteria  | Batteria   | Quarti di finale | Quarti di finale | Semifinale      | Semifinale      | Finale          | Finale          |
| Atleta           | Evento      | Risultato | Classifica | Risultato        | Classifica       | Risultato       | Classifica      | Risultato       | Classifica      |
| ---------------- | ----------- | --------- | ---------- | ---------------- | ---------------- | --------------- | --------------- | --------------- | --------------- |
| Christie van Wyk | 100 m piani | 10"49     | 5º         | non qualificato  | non qualificato  | non qualificato | non qualificato | non qualificato | non qualificato |
| Frank Fredericks | 100 m piani | 10"12     | 1º Q       | 10"17            | 4º               | non qualificato | non qualificato | non qualificato | non qualificato |
| Frank Fredericks | 200 m piani | 20"54     | 1º Q       | 20"20            | 2º Q             | 20"43           | 3º Q            | 20"14           | 4º              |

Femminile
Eventi su pista e strada
| Atleta        | Evento      | Batteria  | Batteria   | Semifinale | Semifinale | Finale          | Finale          |
| Atleta        | Evento      | Risultato | Classifica | Risultato  | Classifica | Risultato       | Classifica      |
| ------------- | ----------- | --------- | ---------- | ---------- | ---------- | --------------- | --------------- |
| Agnes Samaria | 800 m piani | 2'00"05   | 2ª Q       | 1'59"37    | 5ª         | non qualificata | non qualificata |

### Ciclismo

#### Mountain bike
Maschile
| Atleta         | Evento        | Tempo    | Classifica |
| -------------- | ------------- | -------- | ---------- |
| Mannie Heymans | Cross-country | 2h28'28" | 29º        |

### Lotta

#### Libera
Maschile
| Atleta      | Evento | Fase a gironi         | Fase a gironi             | Fase a gironi | Fase a gironi        | Quarti di finale     | Semifinale           | Finale / FB | Finale / FB |
| Atleta      | Evento | Avversario Risultato  | Avversario Risultato      | Pos.          | Avversario Risultato | Avversario Risultato | Avversario Risultato | Pos.        |             |
| ----------- | ------ | --------------------- | ------------------------- | ------------- | -------------------- | -------------------- | -------------------- | ----------- | ----------- |
| Nico Jacobs | −96 kg | Ağayev (AZE) P 0–5 TO | Bairamukov (KAZ) P 1–3 PP | 3º            | non qualificato      | non qualificato      | non qualificato      | 18º         |             |

### Pugilato
Maschile
| Atleta         | Evento             | 16-esimi             | Ottavi                  | Quarti                | Semifinali           | Finale               | Pos.            |
| Atleta         | Evento             | Avversario Punteggio | Avversario Punteggio    | Avversario Punteggio  | Avversario Punteggio | Avversario Punteggio | Pos.            |
| -------------- | ------------------ | -------------------- | ----------------------- | --------------------- | -------------------- | -------------------- | --------------- |
| Joseph Jermia  | Pesi mosca leggeri | Bye                  | Wakefield (AUS) V 29–20 | Kazakov (RUS) P 11–18 | non qualificato      | non qualificato      | non qualificato |
| Paulus Ambunda | Pesi mosca         | Bye                  | Mendoza (VEN) V 39–19   | Rahimov (GER) P 15–28 | non qualificato      | non qualificato      | non qualificato |

### Tiro a segno/volo
Maschile
| Atleta         | Evento                      | Qualificazioni | Qualificazioni | Finale          | Finale          |
| Atleta         | Evento                      | Punti          | Classifica     | Punti           | Classifica      |
| -------------- | --------------------------- | -------------- | -------------- | --------------- | --------------- |
| Friedhelm Sack | Pistola 10 m aria compressa | 572            | =33º           | non qualificato | non qualificato |
| Friedhelm Sack | Pistola 50 m                | 529            | =41º           | non qualificato | non qualificato |